# Condado de Dawes
El condado de Dawes (en inglés, Dawes County) es un condado del estado de Nebraska, Estados Unidos. Tiene una población estimada, a mediados de 2021, de 8148 habitantes.
La sede del condado es Chadron.

## Geografía
Según la Oficina del Censo, el condado tiene una superficie total de 3619 km², de los que 3617 km² son tierra y 12 km² son agua.

### Condados adyacentes
- Condado de Oglala Lakota, Dakota del Sur - noreste
- Condado de Sheridan - este
- Condado de Box Butte - sur
- Condado de Sioux - oeste
- Condado de Fall River, Dakota del Sur - noroeste

## Demografía
Según el censo del 2000, los ingresos medios de los hogares del condado eran de $29,476 y los ingreso medios de las familias eran de $41,092. Los hombres tenían ingresos anuales por $29,162 frente a los $17,404 que percibían las mujeres. Los ingresos por habitante eran de $16,353 dólares. Alrededor de un 18.90% de la población estaba bajo el umbral de pobreza nacional.
De acuerdo con la estimación 2017-2021 de la Oficina del Censo, los ingresos medios de los hogares del condado son de $51,925 y los ingreso medios de las familias son de $69,635. Los ingresos per cápita en los últimos doce meses, medidos en dólares de 2021, son de $26,289. Alrededor de un 13.9% de la población está bajo el umbral de pobreza nacional.

## Ciudades y pueblos
Las principales localidades son:
- Chadron
- Crawford
- Whitney